# 3e cérémonie des Empire Awards
La 3e cérémonie des Empire Awards a été organisée en 1998 par le magazine britannique Empire, et a récompensé les films sortis en 1997. Les récompenses sont votées par les lecteurs du magazine.

## Palmarès

### Meilleur film
- Men in Black

### Meilleur film britannique
- The Full Monty - Le Grand Jeu (The Full Monty)

### Meilleur acteur
- Kevin Spacey pour le rôle de Jack Vincennes dans L.A. Confidential

### Meilleur acteur britannique
- Ewan McGregor pour le rôle de Robert Lewis dans Une vie moins ordinaire (A Life less ordinary)

### Meilleure actrice
- Joan Allen pour le rôle d'Elizabeth Proctor dans La Chasse aux sorcières (The Crucible)

### Meilleure actrice britannique
- Kate Winslet pour le rôle d'Ophelie dans Hamlet

### Meilleur réalisateur
- Cameron Crowe pour Jerry Maguire

### Meilleur réalisateur britannique
- Anthony Minghella pour Le Patient anglais (The English Patient)

### Meilleur début
- Gary Oldman pour Ne pas avaler (Nil by Mouth)

### Lifetime Achievement Award
- Dennis Hopper